# Alison Leary
Alison Leary MBE, FRCN es presidenta de Healthcare & Workforce Modeling en la Universidad de Londres South Bank y trabaja en la simulación de sistemas de salud públicos y privados. Es miembro del Royal College of Nursing y del Queen's Nursing Institute de Reino Unido. Con anterioridad ocupó el cargo de Jefa de enfermería (Chief Nursing Officer) en los servicios voluntarios de emergencias de St John Ambulance.

## Biografía
Leary estudió ciencias naturales y se graduó en 1986. Trabajó en áreas de ingeniería biomédica y biomedicina para el Servicio Nacional de Salud (Reino Unido), el NHS, durante diez años antes de estudiar un Diploma de Educación Superior en enfermería para adultos en el Hospital Saint Thomas. En 1997 obtuvo una Máster en biomedicina en United Medical and Dental Schools of Guy's and St Thomas' Hospitals. Se convirtió en enfermera (Registered Nurse, RN) en 1996. Obtuvo un segundo Máster en Neoplasias hematológicas y un doctorado en Medicina en la Universidad de Londres en 2006. Desde entonces ha completado un programa de estudio avanzado en ciencia de datos y liderazgo en el Instituto de Tecnología de Massachusetts.

## Trayectoria Científica
Leary fue nombrada Presidenta de Salud y Fuerza Laboral en la Universidad de Londres South Bank en 2014. Se interesa en la complejidad de la atención médica y las maneras en que las matemáticas no lineales pueden servir para simular personal y resultados del hospital. Leary sostiene que los profesionales de la salud deben evaluarse en función de sus resultados, no en los productos de su trabajo. Esto podría lograrse mejorando las condiciones de trabajo y los salarios del personal, así como agilizando los procesos de inmigración para las ocupaciones con escasez de personal. Leary cree que mejor planificación mejoraría en gran medida el sistema de atención médica, centrándose en una mejor comprensión de la demanda y el riesgo. Además, ha cuestionado la protección del título de enfermera, enfatizando que es importante usarlo solo para los especialistas altamente capacitados dentro del Servicio Nacional de Salud (NHS).
Leary ha apoyado la idea de atraer más hombres a enfermería para mitigar el déficit de personal, aunque reconoce que esto podría exacerbar los problemas actuales de igualdad dentro de la profesión de enfermería. Leary estudió la brecha salarial por cuestiones de género en enfermería, y descubrió que los enfermeros alcanzan puestos con salarios más altos con mayor rapidez y que están sobrerrepresentados en grados salariales más altos. En 2016 fue galardonada con la beca Winston Churchill Memorial Trust para estudiar el uso de big data en organizaciones de alta confiabilidad. Esta posición le permitió comparar la atención médica con otras industrias en Suiza y los Estados Unidos de América.
Leary sirve como líder clínico en Millwall Football Club. En esta capacidad, ayuda al club de fútbol a desplegar atención médica de emergencia y estudia qué roles se requieren para el equipo de respuesta más efectivo. Su investigación sobre la efectividad de los equipos médicos es parte del nuevo enfoque de Millwall F.C. para los servicios de atención médica, pudiendo acomodar desastres, así como lesiones menores, seguridad de los espectadores y atención primaria. Este trabajo se incluyó en la guía 2018 de Sports Safety Ground Authority, que establece estándares de evaluación comparativa en los campos de fútbol británico. Es miembro del grupo de expertos TED Whitehall Women.
Fue directora no ejecutiva de varias organizaciones benéficas, como el National Lung Cancer Forum for Nurses y el Millwall Community Scheme.

### Premios y honores
Entre sus premios y honores destacan:
- 2012 Premio Cívico otorgado por el alcalde de Southwark
- 2013 Premio al Liderazgo Académico de la Fundación Florence Nightingale[3]
- 2014 Incluida en la lista de líderes de la revista de enfermería Nursing Times[23]
- 2014 Destacada en la lista de Mujeres Inspiradoras de la revista científica Health Service[24]
- 2015 Elegida como miembro del Royal College of Nursing
- 2016 Elegida como miembro del Queen's Nursing Institute
- 2018 Top 70 "Mujeres en salud" con motivo del 70 aniversario del NHS[25]
- 2019 Nombrada MBE durante los 2019 Birthday Honours[26]

### Publicaciones destacadas
Entre sus publicaciones destacan:
- Leary, Alison (2012). Lung Cancer: A Multidisciplinary Approach. Wiley-Blackwell. ISBN 9781405180757.
- Leary, Alison (2015). More Passion for Science: Journeys into the Unknown. Finding Ada.